# To snad nemyslíte vážně!
To snad nemyslíte vážně! (v anglickém originále Surely You're Joking, Mr. Feynman!) je autobiografická, humorně pojatá kniha osobních vzpomínek Richarda Feynmana, amerického teoretického fyzika a nositele Nobelovy ceny. Text knihy je založen na nahraných rozhovorech s Ralphem Leightonem, který byl jeho blízký přítel a také společně hráli v amatérské hudební skupině. Leighton byl bubeník, Feynman hrál na bonga, která si oblíbil během delšího pobytu v Brazílii, kde přednášel. Ralph Leighton je spoluautor knihy, celý český název knihy včetně podtitulu je To snad nemyslíte vážně!: dobrodružství zvídavé povahy jak je zažil Richard P. Feynman, jehož vyprávění zaznamenal Ralph Leighton.

## Vydání knihy
V USA kniha vyšla v roce 1985 v nakladatelství W. W. Norton, ISBN 0-393-01921-7, česky poprvé v překladu Jana Klímy v roce 1989 v edici Máj v nakladatelství Mladá fronta ve vysokém nákladu 65 000 výtisků (ISBN 80-204-0023-0). Předmluvu ke knize napsal jeho žák Albert R. Hibbs z Jet Propulsion Laboratory, první české vydání obsahuje také doslov Jiřího Bičáka, ilustroval Jiří Slíva.
Poté co se kniha v USA i dalších zemích stala bestsellerem, vyšlo v roce 1988 její volné pokračovaní ve stejném odlehčeném stylu pod názvem What Do You Care What Other People Think? – česky v roce 1994: Snad ti nedělají starosti cizí názory. Anglicky později oba tituly vyšly společně v jedné knize jako výroční vázané vydání pod názvem Classic Feynman: All the Adventures of a Curious Character, přičemž kapitoly z obou původních knih byly uspořádány chronologicky (W. W. Norton & Co, 2005, ISBN  0-393-06132-9). Součástí bylo i přiložené CD, které obsahovalo jednu z jeho proslulých přednášek.

## Struktura a témata knihy
Kniha je přesvědčivým dokladem toho, že Richard Feynman byl nejen jedním z nejvýznamnějších fyziků, ale zajímal se o mnoho dalších oborů (byl vynikajícím hráčem na bonga, také velmi dobře maloval a sledoval i další obory umění), ale především byl neformální až nekonvenční, zvídavý, originální, otevřený a velmi moudrý člověk. Neustále měl touhu pouštět se do různých dobrodružství, všechno zkoumat a o všem přemýšlet. A přitom řešit všechny problémy účinným a pokud možno nekomplikovaným způsobem. Současně bral život i sám sebe s obrovským nadhledem, rozhodně to nebyl „suchopárný vědec“.
Další nositel Nobelovy ceny Hans Bethe, který byl v době příchodu mladého Richarda Feynmana do Los Alamos již proslulým fyzikem, ke knize uvedl, že vzpomínky nám poskytují možnost vychutnat si Feynmanovo vyprávění a pochopit, proč právě tento vědec dokázal zaujmout studenty i všechny, kteří se s ním setkali. „Feynmanova knížka má kouzlo a šarm jako Richard Feynman sám. Čtenář se z ní nedozví, že autor je významný fyzik, pochopí však radost, kterou Feynmanův přímý a nespoutaný přístup přináší jemu i lidem v jeho okolí.“
Kniha je uspořádána víceméně chronologicky a rozdělena do pěti hlavních částí, které zachycují různá období jeho života od dětství a mládí, přes pobyt v Los Alamos, kde se podílel na vývoji atomové bomby v rámci projektu Manhattan až po pozdější etapy jeho života. Každá z hlavních částí se skládá z několika kapitol, které jsou tematicky velmi různorodé. Některé kapitoly a příběhy mají vysloveně odlehčený tón a vůbec nesouvisí s fyzikou, např. vzpomínky z cest, výpravy za uměním a hudbou samba, zkoumání zvláštností různých cizích jazyků ap. Další kapitoly jsou vzpomínky na lidi, kteří významně ovlivnili a spoluutvářeli jeho osobnost. Jiné příběhy se týkají vážnějších témat, ale pořád jsou psány lehkým, mnohdy až vysloveně humorným stylem.

### ZFar Rockaway na MIT
V první kapitole první části (Zamyslí se – a rádio je spravené) se ve svých vzpomínkách vrací až do dětství a v dalších kapitolách popisuje různé zážitky z dob studií. Již zde můžeme vysledovat, že od malička byl velmi zvídavý a vždy se snažil „přijít věcem na kloub“. Vzpomíná zde také na své rodiče: po mamince prý zdědil smysl pro humor. Ačkoli jeho otec nebyl vědec, ale obchodník, měl velmi originální přístup k poznávání světa a syna nenásilně, ale systematicky vedl ke kritickému myšlení a snaze poznat podstatu věcí. Další, mnohem podrobnější vzpomínky na tatínka pak jsou ještě ve volném pokračování, v knize Snad ti nedělají starosti cizí názory.

### Princeton
Po studiu na MIT zde chtěl pokračovat i jako postgraduální student, ale bylo mu doporučeno, že by se měl zvolit jinou školu, aby získal i odlišné zkušenosti. Hned úvodní kapitola této části vysvětluje název knihy. Princeton byla ve srovnání s MIT noblesní, trochu až snobská škola. Feynman sám sebe hodnotil, že pro pohyb ve společnosti neměl absolutně žádný talent a ani zkušenosti. Brzy po příjezdu se konal „děkanský čaj“ a hned se mu podařil společenský trapas, takže se dočkal tohoto výroku.
Kapitola „Mapa kočky“ popisuje jeho experimentální „výlety“ do jiných vědních oborů, zejména biologie. Mimo jiné opět se sebeironií vypráví, jak ostatní studenti (kteří studovali biologii jako svůj hlavní obor) propadali v hysterický smích, když při svém referátu komolil některé termíny z biologie a jak chtěl v knihovně „mapu kočky“. Nicméně nakonec pracoval v laboratoři dokonce s James Watsonem nedlouho poté, co se Watson stal spoluautorem převratného článku o dvoušroubovicovém modelu DNA.
V kapitole „Supermozky“ (v originále „Monster Minds“), když ještě jako postgraduální student pracoval jako asistent u Johna Wheelera, měl mít svou vůbec první přednášku na odborném semináři před vědci. Další významný fyzik Eugene Paul Wigner mu den předtím jen tak mimochodem oznámil, že na přednášce bude mnoho nejvýznamnějších vědců té doby: fyzikové Albert Einstein, Wolfgang Pauli, Henry Norris Russell nebo matematik John von Neumann.

### Feynman, bomba a armáda
Tato část obsahuje vzpomínky na jeho působení během války, tedy hlavně (ale nikoli výhradně) jeho práce na projektu Manhattan. Když byl v Los Alamos, hlavním výzkumném centru vývoje atomové bomby, jeho první žena Arline zemřela po dlouhé nemoci v nedalekém Albuquerque (rovněž v Novém Mexiku). Stejně jako v případě otce, mnohem rozsáhlejší vzpomínky na svou ženu, kterou velmi miloval, jsou také ve volném pokračování – v knize Snad ti nedělají starosti cizí názory.
V Los Alamos byl ve skupině významného německého fyzika Hanse Bethea. Jako začínající fyzik (doktorát obhájil těsně předtím), Feynman zde nebyl klíčovou osobou. Nicméně podílel se mimo jiné na vytvoření Betheova–Feynmanova vzorce pro výpočet výtěžku štěpné reakce. Kromě toho vzpomíná, že Bethe (později i další vědci včetně Nielse Bohra) s ním konzultovali své nápady a závěry, protože na rozdíl od většiny ostatních mladých vědců se nebál odporovat i největším kapacitám, pokud byl přesvědčen o něčem jiném. Stejně tak se ale nebál říci, že něco neví nebo že tomu nerozumí.
Z Los Alamos byl na inspekci do Oak Ridge vyslán jako náhradník za nemocného staršího a zkušenějšího kolegu. Armáda se vše snažila maximálně utajit, ale Feynmanovi se podařilo prosadit, že pokud aspoň klíčoví pracovníci nebudou dobře informování, nebude možné zajistit bezpečný provoz zařízení na obohacování uranu. Při další inspekci za pár měsíců víceméně náhodou objevil závažný problém, pokud by se zablokovala určitá záklopka, takže byl považován za génia. Ale klidně sám sebe shodil: „Chtěl jsem jen zjistit, jestli to je záklopka, anebo ne.“
Sám v Los Alamos vedl skupinu lidí, kteří dělali různé důležité výpočty: nejprve na mechanických kalkulačkách. Brzy se naučili většinu oprav, aby nemuseli čekat na návrat kalkulaček z opravny. Později pro výpočet imploze bomby skupina dostala soustavu děrnoštítkových strojů IBM (tabulátory, multiplikátory atd.). Opět se mu podařilo prosadit, že je nutné tyto lidi seznámit s tím, co a pro jak důležitý projekt vlastně počítají, na což musel získal zvláštní povolení sám šéf celého Los Alamos, Robert Oppenheimer.
Výsledkem bylo obrovské nadšení všech techniků pro věc a vymysleli paralelní zpracování: mezi stroji běhalo současně několik barevně odlišených sad děrných štítků, takže zpracovávali až tři různé úlohy najednou a celkový výpočetní výkon tak vzrostl téměř na desetinásobek. Když se blížil Trinity test, měli za úkol spočítat energii výbuchu. Týmu se podařilo vymyslet, jak zefektivni postup i tehdy, pokud se bude počítat pouze jedna úloha a celý problém tak byl spočten v rekordním čase.
Kromě „vážných věcí“ projektu Manhattan zde popisuje různé absurdity vojenské organizace projektu bomby a také svou, možno říci až posedlost, týkající se otevírání zámků skříní a trezorů s číselným kódem (kapitola „Setkání kasařů“, zčásti již také předchozí kapitola), kam všichni ukládali opravdu tajné materiály projektu. Nebylo to však jen samoúčelné „hraní“ a plynou z toho dodnes platná poučení pro počítačovou bezpečnost (byť počítač tehdy v Los Alamos ještě neměli). Zejména o tom, proč a jak si uživatelé volí slabá hesla a jak chybně reagují, pokud jsou upozorněni na své bezpečnostní chyby.

### ZCornellu na Caltech sodbočkou do Brazílie
Z Los Alamos odešel mezi prvními v říjnu 1945 a poté, co ho vojenský psychiatr přezkumné komise označil za nezpůsobilého, na doporučení Hanse Betheho nastoupil na Cornellovu univerzitu ve městě Ithaca, stát New York. Přednášel zde matematické metody ve fyzice a opakovaně jezdil také do Brazílie. Naučil se obstojně portugalsky a v tomto jazyku měl i své zdejší přednášky. Styl života v Brazílii si velmi oblíbil a popisuje různé zážitky ze svých pobytů.
Velmi se mu také zalíbila samba a další brazilská hudba a naučil se velmi dobře hrát na tradiční brazilské hudební nástroje: frigideira, konga a bonga, na které poté hrál až do konce života. Opět popisuje různé příhody, které v Brazílii zažil se skupinou místních hudebníků, např. jak celá parta hudebníků bez ohlášení pochodovala a hrála na silnici okolo proslulé pláže Copacabana a přesto místní policista operativně odklonil dopravu.
Naopak byl velmi nespokojen s brazilským systémem výuky, kde se studenti vše memorovali, aniž by tomu rozuměli. Na závěr pobytu své připomínky všem vysvětlil. Když vedoucí katedry fyziky tuto kritiku přijal se slovy, že Feynman má fyziku opravdu rád, rozhovořili se také ostatní a snažili se výuku i zlepšit. Nakonec ale vše zamrzlo na ministerstvu zahraničí (přes jehož program Feynman do Brazílie cestoval). V závěrečné kapitole této části přešel na Caltech (Kalifornský technologický institut) a vysvětluje, proč zde už zůstal.

### Svět jednoho fyzika
Závěrečná část obsahuje velmi různorodou směs témat. V první kapitole (Řešili byste vy Diracovu rovnici?) líčí své zkušenosti s japonštinou. Studium tohoto jazyka nakonec vzdal, mimo jiné proto, že obsahově stejnou větu bylo nutné říci jinak, podle toho zda jste oslovovali kamaráda, váženou nebo velmi váženou osobu nebo zda se chcete podívat na „obyčejnou“ zahradu či klášterní zahradu. Dále zde mimo jiné popisuje, jak trval na tom, že chce bydlet v opravdovém japonském hotelu a nikoli v mezinárodním hotelu, kde během konference bydleli všichni vědci.
Kapitola „Hodnocení knížek podle obálek“ obsahuje až děsivé zkušenosti poté, když přes jeho odpor byl jmenován do komise, které měla hodnotit kvalitu učebnic matematiky a posléze také fyziky. Nečekal, že dostane 150 kilogramů knížek a na polici zaberou pět metrů. Ale když už v komisi byl, všechny je opravdu důkladně přečetl a podrobil zdrcující kritice za četné chyby a nedostatky (jeho žena později vykládala, že toto období bylo jako žít nad sopkou). Mimo jiné se ukázalo, že byl v komisi jediný, kdo je všechny opravdu přečetl. Povedlo se mu alespoň vytvořit takový mix několika knížek, aby se z nich vybralo to lepší a potlačilo to horší. Když ale ministerstvo školství prohlásilo, že seznam je nutné zásadně proškrtat kvůli nákladům a poznal další, doslova zvrácené rysy celého systému výběru učebnic, z komise rezignoval.
Závěrečná kapitola (Kargokultické vědy) je mírně upravený text jeho slavného projevu k absolventům Caltechu při slavnostní promoci v roce 1974.